# SToa
sToa — німецька музична група, відома своїм етереал та неокласичним стилем.

## Історія
Гурт був створений у 1991 році студентом музикознавства та філософії з Галле Олафом Парузелем. Парузель цікавився стоїцизмом і шукав шляхи поєднання своїх музичних і філософських думок, що призвело до формування sToa. 1992 року дует, що складався з Парузеля та Конні Левроу, випустив свій перший однойменний запис на збірці «From Hypnotic… to Hypersonic», виданій студією Hyperium. Наступного року на цьому ж лейблі вийшов дебютний альбом «Urthona», який розійшовся тиражем понад 14 000 примірників.
До sToa обидва учасники гурту вели активну музичну кар'єру. Конні з 10 років грала на скрипці в багатьох оркестрах і складала романтичну музику в стилі бароко. Олаф був учасником «найстарішого секулярного хору хлопчиків у світі» Stadtsingechor Halle і писав музику для телебачення.
У 1994 році вийшов другий альбом «Porta VIII», натхненний казкою Моріса Метерлінка «Ariadne et Barbe Bleue». Цей альбом також розійшовся тиражом понад 10 000 примірників.
У 1997 році в групі відбулися зміни, коли Конні покинула sToa, щоб повністю зайнятися класичною музикою. До групи приєдналися Антьє Бушхайзер і віолончелістка/співачка Крістіна Фішер, які з певних причин залишили студію Hyperium. Відтоді sToa періодично виступає на різних майданчиках або фестивалях, таких як Wave-Gotik-Treffen, і іноді проводить невеликі концертні тури.
У 1998 році група вирушила в тур по Мексиці, щоб подякувати місцевій публіці за підтримку. На початку 2000-х Менді Бернхардт стала головним голосом sToa, і в 2002 році група випустила свій довгоочікуваний третій альбом «Zal». Альбом видала мексиканська компанія «Samadhi Musik», а згодом — німецький лейбл «Alice in …». Альбом досяг різних позицій у чартах Мексики, Росії та Німеччини.
Четвертий альбом «Silmand» вийшов 2008 року, в ньому Парузель вивів якість музики на новий рівень. Він запросив у студію кількох вокалістів, внаслідок чого вийшов мікс пісень англійською, латинською та французькою мовами. Лірика гурту часто має філософський характер.
sToa здобула популярність у Мексиці, Росії та Китаї, і кілька разів виступала наживо на Wave-Gotik-Treffen у Лейпцигу та в Мексиці через Goethe-Institut. За словами Олафа Парузеля, різне написання назви гурту у верхньому та нижньому регістрах було взято з дизайну перших компакт-дисків.

## Дискографія
- «Urthona» 1993
- «Porta VIII» 1994
- «ZAL» 2001
- «Silmand» 2008

## Склад групи
- Олаф Парузель
- Антьє Бушхайзер
- Христина Фішер

### Колишні учасники
- Конні Левроу.